# شوگورو نیشیمورا
شوگورو نیشیمورا (به ژاپنی: 西村昭五郎) متولد ۱۸ ژانویه ۱۹۳۰ – وفات ۱ اوت ۲۰۱۷ کارگردان فیلم و متولد کشور ژاپن بوده‌اند.
شوگورو نیشیمورا در سال ۱۹۵۴به استودیوی نیککاتسو پیوست و برای اولین بار در سال ۱۹۶۳با فیلم «کرینشو نینگیو جوکی» به عنوان کارگردان معرفی شد. او بقیه آن دهه را صرفِ دستیاری کارگردانی برای شرکت نیککاتسو در ژانرهای متفاوت کرد. با تغییر رویکرد استودیو در دهه ۱۹۷۰به سمت ساخت فیلم‌های پورنو رومی، منحصراً با هسته نرم (معمولاً داستان محورتر و مفصل‌تر از همتایان غربی)؛ نیشیمورا به جای اینکه به دنبال کار در جای دیگری باشد، ژانری را یافته بود، که با روحیات او همخوانی داشت. او تا زمان بازنشستگی، ۸۳ فیلم را  کامل کرد.

## فیلم‌شناسی[۱][۴]
کرینشو نینگیو جوکی (۱۹۶۳)
موئو تایریکو (۱۹۶۸)
خودکشی عشق بی رحمانه زن (۱۹۷۰)
همسر آپارتمانی: رابطه در بعد از ظهر (۱۹۷۱)
رابطه در گرگ و میش (۱۹۷۲)
ماجرای دریفتر (۱۹۷۲)
آه گل سرخ (۱۹۷۲)
همسر آپارتمانی: ملاقات مخفی (۱۹۷۲)
درخشش پوست سفید در تاریکی (۱۹۷۲)
همسر آپارتمانی: بعد از ظهر سعادت (۱۹۷۲)
عشق فاش شده (۱۹۷۲)
ماجرای بعد از ظهر: پنجره عقب (۱۹۷۲)
اعترافات یک همسر نوجوان: تکان دهنده! (۱۹۷۳)
اعترافات یک همسر نوجوان: اوج! (۱۹۷۳)
همسر آپارتمانی: بازی با آتش (۱۹۷۳)
مسافرخانه هیولای سایه (۱۹۷۳)
ساحل جنایت جنسی: مدرسه پیرانا (۱۹۷۳)
دریای سرگردان: شب در کوشیرو (۱۹۷۳)
همسر آپارتمانی: اغوای بعد از ظهر (۱۹۷۴)
رز کولی: یک مستند درام (۱۹۷۴)
هیهون: میدارگومو (۱۹۷۴)
کاروسروماکی: یورو واتاشی یا نوراسو(۱۹۷۴)
دیوانگی صبحگاهی (۱۹۷۴)
کتاب مخفی: تخم مرغ پوست کنده (۱۹۷۵)
همسر آپارتمان جدید: فحشا در ساختمان شماره ۱۱۳ (۱۹۷۵)
فاحشه خانه توبیتا چراغ قرمز (۱۹۷۵)
لرزیدن (۱۹۷۵)
دنیای جدید لزبین‌ها: رپچر (۱۹۷۵)
لیدی اکستازی: لذت پیدا شد (۱۹۷۶)
همسر آپارتمان: تأمین مالی گوشتی (۱۹۷۶)
قفس شهوت: بعد از ظهر همسران (۱۹۷۶)
قرار گرفتن در معرض: شهادت دختر را تماس بگیرید (۱۹۷۶)
ماجرای شب نیمه تابستان: سعادت (۱۹۷۶)
همسر لوس: وسوسه گوشت (۱۹۷۶)
دستمال کاغذی توسط بالش گیشا (۱۹۷۷)
گلبرگ قرمز خیس است (۱۹۷۷)
بانوی رز سیاه (۱۹۷۸)
زیبایی طناب (۱۹۷۸)
طناب و پوست (۱۹۷۹)
شب‌های اروس در توکیو (۱۹۷۹)
کویچیرو اونو خیس و خرخرو (۱۹۷۹)
همه زنان فاحشه هستند (۱۹۸۰)
راز همسر تازه ازدواج کرده (۱۹۸۰)
پرونده تند و زننده (۱۹۸۰)
مجله پرستاران: زنی که گریه می‌کند (۱۹۸۰)
جهنم گل رز (۱۹۸۰)
خوابگاه دخترانه کویچیرو اونو (۱۹۸۰)
دختران متحدالشکل: میوه بسته شده‌است (۱۹۸۰)
کویچیرو اونو باز و بسته شد (۱۹۸۱)
زندگی شهوانی: شب مرا خیس کرد! (۱۹۸۱)
معلم زن طناب جهنم (۱۹۸۱)
دوست دختر من لباس فرم می‌پوشد (۱۹۸۱)
مادام اسکاندال: بگذار برای ۱۰ ثانیه بمیرم (۱۹۸۱)
خواهران زیبا: تحصیل کرده (۱۹۸۲)
لذت در آینه (۱۹۸۲)
سریال تجاوز جنسی: رؤیای کثیف (۱۹۸۲)
لالایی آن (۱۹۸۲)
هوترو هیم (۱۹۸۲)
پورنوگرافی اوکیرو-ای (۱۹۸۳)
زن با نوک سینه سوراخ شده (۱۹۸۳)
اعترافات اروتیک (۱۹۸۳)
رؤیای شب زرشکی (۱۹۸۳)
معلم زن: دو بار مورد تجاوز جنسی قرار گرفت (۱۹۸۳)
شونجومو (۱۹۸۳)
رابطه ناخالصی (۱۹۸۴)
کینریو -کو (۱۹۸۴)
افسانه مارومو شون جیشو (۱۹۸۴)
دانچیزوما: شهر جدید کینریو -کو (۱۹۸۴)
بدنه ستون (۱۹۸۴)
معلم دبیرستان: بالغ شدن (۱۹۸۵)
کویچیرو اونو: نوازش هلو (۱۹۸۵)
گل و مار: طرح جهنم (۱۹۸۵)
زن عابر بانک: اداره تجاوز جنسی (۱۹۸۵)
گل و مار۳: تنبیه (۱۹۸۶)
آکای کینریوکو: هاردکور نه یورو (۱۹۸۶)
سری ۵ کوسوکه کیندایچی: ماسک مرگ (۱۹۸۶)
مار و شلاق (۱۹۸۶)
گل و مار۴: بردهِ طنابِ اونیفورم سفید (۱۹۸۶)
خواهران قربانی شوند (۱۹۸۷)
صداهای خوشمزه (۱۹۸۷)
سری ۷ کوسوکه کیندایچی: ققنوس (۱۹۸۷)
شب بی پایان (۱۹۸۸)